# Ritratto di Giovanni Bressani
Il Ritratto di Giovanni Bressani  è un dipinto a olio su tela realizzato da Giovan Battista Moroni e conservato presso la National Galleries of Scotland di Edimburgo raffigurante l'umanista bergamasco Giovanni Bressani.

## Storia
La tela raffigura l'umanista bergamasco Giovanni Bressani, opera eseguita nel 1562 dopo la morte del soggetto, e firmata alla base del calamaio dipinto sulla tela: IO.BAP.MORON.PINXIT-QUEM NON VIDIT, a conferma della sua non conoscenza personale del soggetto. Il Tassi non identificò il Bressani ma l'abate Gio. Crisostomo Zanchi che con la soppressione dei canonici lateranensi, passò l'opera al conte prevosto Caleppio che ne fece dono all'Accademia degli Eccitati. Nel 1797 con la dominazione francese divenne di proprietà dell'abate Cristoforo Negri, ritornando all'ateneo nel 1818 grazie all'intervento di Giovanni Maironi da Ponte dove era presente ancora alla data del 1858. Un ulteriore documento sempre del Tassi riferirebbe di un ritratto datato 1562 appartenente al prelato GiovanBattista Zanchi che fu alienato a Girolamo Manfrini nel 1785 come riportava il Carrara per 50 zecchini per avendo un valore almeno del doppio. Questo porta a considerare che i dipinti fossero due. 
La considerazione che il soggetto fosse un prelato era però da scartare, nessuno poteva eseguire un'opera postuma di un religioso che non indossasse abiti talari, inoltre la scritta in latino obbligava a considerare i letterati presenti in Bergamo negli anni precedenti la realizzazione della tela, alcune parti scritte sui fogli presenti nel dipinto sembrano produrre brani poetici in ottava rima di un probabile brano epico e sul foglio trattenuto dal personaggio si legge un componimento in terza rima che ha l'inizio con la parola sempre...
Una ricerca sui ritratti dei letterati del XVI secolo bergamasco ha portato alla esatta identificazione del Bressani che era morto nel 1560. Fu così possibile avvicinare il profilo del poeta con quello riprodotto su di una medaglia posseduta da un suo erede. Sarà un'annotazione del Maironi a risolvere il quesito delle due tele, la copia risulterà di proprietà di Giuseppe Longhi, mentre l'originale, esposto nel museo di Edimburgo, è proveniente dalla collezione del Manfrin come si evince dall'atto d'acquisto registrato dal conte Carrara.

## Descrizione
La firma dell'artista non è l'unica scritta presente sul dipinto. Sul foglio che il Bressani tiene in mano si legge la parola: Sempre mentre sul foglio che sporge dal piano del tavolo: CORPORIS EFFIGIEM ISTA QUIDEM BENE PICTA TABELLA EXPRIMIT AST ANIMI TOT MEA SCRIPTA MEI - M.D.LXIII (Questo dipinto bene rappresenta l'immagine del mio corpo, ma quella dell'animo mio rappresentato dai molti miei scritti). La posizione del foglio è abbastanza anormale, avendone una parte fuori dal piano del tavolo, medesima situazione il Moroni la propone nel Ritratto di giovane gentiluomo conservato a Ottawa, una posizione che attira l'attenzione dell'osservatore.
La raffigurazione del Bressani nel suo studio, circondato da scritti indicherebbe l'inedita pubblicazione delle sue opere. Il poeta siede su di una dantesca, come era uso per il Moroni. Il rappresentarlo piuttosto in lontananza indicherebbe la raffigurazione di una persona non più in vita. Il disordine sparso di testi e di libri riprenderebbe pitture di origine nordica. Il poeta siede di fronte a una finestra che illumina la stanza, sarà lo spunto per il Caravaggio nella Vocazione di san Matteo.
La mancata conoscenza diretta del personaggio, ha reso meno realistici i tratti somatici del soggetto, mentre le mani disegnate in modo molto articolato, testimoniano l'avvenuta elaborazione dei principi manieristici che l'artista maggiormente svilupperà nel corso del decennio successivo.